# Norman Sinn
Norman Sinn (* in Jena) ist ein deutscher Popmusiker und Rapper.

## Biografie
Musikalisch begann Sinn unter dem Künstlernamen Bates, unter dem er erste Veröffentlichungen auf Samplern und Mixtapes machte. Im Rowdy Club, später Rhythm Club, rappte er unter anderem zusammen mit dem Erfurter Clueso. Er war auch Mitbegründer des Erfurter Zughafens, eines Thüringer Musikernetzwerks mit Studio und Label.
Als Background-Sänger begleitete er Clueso unter anderem als Support der Fantastischen Vier und Grönemeyer, mit eigener Band ging Sinn auf Tour im deutschsprachigen Raum. 2006 erschien sein Debütalbum [Eigen]Sinn und ein Gedichtband.
Zusammen mit dem Zughafen-Mitglied Ryo schrieb er das Lied Planlos, mit dem die beiden am 1. Oktober 2010 am Bundesvision Song Contest für das Bundesland Thüringen teilnahmen. Sie belegten am Ende Platz 6 und kamen anschließend auch in die deutschen Singlecharts.
Seit 2011 tritt Sinn unter eigenem Namen als Norman Sinn auf. Er war bei der Herbert-Grönemeyer-Tour 2011 zudem der offizielle Tour-Support.

## Diskografie
Alben
- [Eigen]Sinn (2006)
- Was macht Sinn (2011)

Singles
- Planlos (mit Ryo, 2010)
- König (2011)